# Naturschutzgebiet Flütenberg
Flütenberg ist der Name eines Naturschutzgebietes in der niedersächsischen Stadt Haren (Ems) im Landkreis Emsland.

## Allgemeines
Das Naturschutzgebiet mit dem Kennzeichen NSG WE 025 ist 4,5 Hektar groß. Das Gebiet steht seit dem 18. September 1937 unter Naturschutz. Zuständige untere Naturschutzbehörde ist der Landkreis Emsland.

## Beschreibung
Das Naturschutzgebiet liegt südlich der zu Haren (Ems) gehörenden Ortschaft Emmeln und grenzt im Westen direkt an die B 70. 
Im Naturschutzgebiet befindet sich der etwa 12 Meter hohe Hügel Flütenberg, nach dem das Naturschutzgebiet benannt ist. Der Hügel ist von einem Niederwald aus Stieleichen bewachsen. Der Wald wurde über Jahrhunderte zur Gewinnung von Lohe für die Gerberei genutzt. Durch die Form der Nutzung hat sich ein Eichenkratt entwickelt.
Der Flütenberg war eine alte Gerichtsstätte, auf dem im Mittelalter die Feme tagte.